# Belijdenis van Westminster

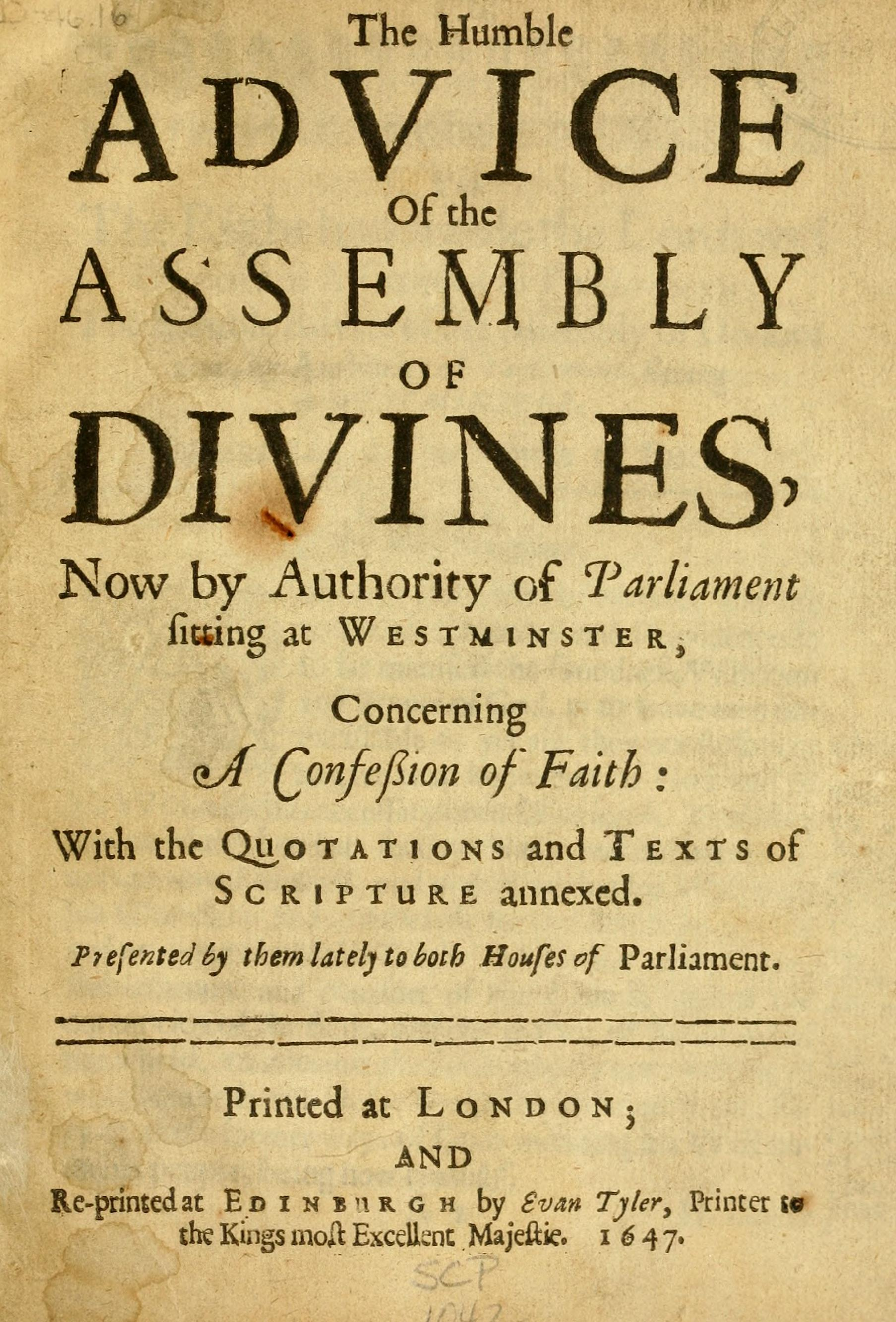
Titelpagina van een gedrukte uitgave van de belijdenis van Westminster uit 1647.

De belijdenis van Westminster (Engels: Westminster Confession of Faith) is een gereformeerde geloofsbelijdenis, die is opgesteld op door het Westminster Assembly (1643-1649), die ook de Grote Catechismus van Westminster en de Kleine Catechismus van Westminster opstelde. De belijdenis bestaat uit 33 artikelen die samen een systematische uiteenzetting vormen van de geloofsleer. In 1646 was de belijdenis gereed. Een jaar later werd ze goedgekeurd door het Engelse parlement en verscheen zij in gedrukte vorm. Deze belijdenis is door vele mensen samengesteld, waarbij de adviezen van de Schotse presbyterianen van groot belang waren. Tevens is er invloed vanuit Nederland merkbaar en aantoonbaar. Dat ziet men in de duidelijke overeenkomsten met de Dordtse Leerregels van de Dordtse synode van 1618-1619.
Zowel de Heidelbergse Catechismus en de Dordtse Leerregels als de belijdenis van Westminster zijn gereformeerde geschriften, toch zijn er ook verschillen. Het meest opvallende verschil tussen de Heidelbergse Catechismus en de latere belijdenis van Westminster is de afwezigheid van Lutherse invloeden bij die laatste. Daarnaast zijn de Nederlandse belijdenisgeschriften meer opgesteld in infralapsarische zin dan de geschriften van Westminster die meer naar het supralapsarisme neigen. Wat betreft de invulling van de zondag is de Belijdenis van Westminster veel gedetailleerder, terwijl de Heidelbergse Catechismus meer de sobere lijn van Calvijn volgt.
De belijdenis van Westminster en de twee catechismi zijn de officiële geloofsbelijdenis van de Church of Scotland en vele andere kerken. Veel congregationalistische kerken nemen de belijdenis van Westminster over met uitzondering van de artikelen over de kerkregering.
In Nederland wisten en weten vele gereformeerde theologen (Jacobus Koelman, Alexander Comrie) en kerken in grote mate zich verbonden met het gedachtegoed van deze belijdenis.